# Episodi di Peppa Pig
Peppa Pig è una serie animata inglese. Le vicende della serie ruotano attorno alla vita di Peppa, una maialina antropomorfa, e alla sua famiglia, oltre che ai suoi amici. È diretto a un pubblico di bambini e conta, attualmente, 442 episodi, di cui ognuno dura 5 minuti ciascuno (ad eccezione di uno speciale di 10 minuti e due di 15 minuti). Peppa Pig è trasmesso in oltre 180 paesi.
Questa è la lista degli episodi di questa serie televisiva d'animazione.

## Prima stagione (31 maggio 2004-30 novembre 2004-52 episodi)
| N° Episodio | Episodi | Titolo                         | Titolo (originale)              |
| ----------- | ------- | ------------------------------ | ------------------------------- |
| 1           | 1       | Pozzanghere di fango           | Muddy Puddles                   |
| 2           | 2       | Il signor dinosauro si è perso | Mr. Dinosaur is Lost            |
| 3           | 3       | La migliore amica              | The Best Friend                 |
| 4           | 4       | Polly la Pappagallina          | Polly the Parrot                |
| 5           | 5       | Nascondino                     | Hide and Seek                   |
| 6           | 6       | L'asilo                        | The Playgroup                   |
| 7           | 7       | Mamma Pig al lavoro            | Mummy Pig at Work               |
| 8           | 8       | Palla al centro                | Piggy in the Middle             |
| 9           | 9       | Papà perde i suoi occhiali     | Daddy Loses his Glasses         |
| 10          | 10      | Giardinaggio                   | Gardening                       |
| 11          | 11      | George ha il singhiozzo        | George Has the Hiccups          |
| 12          | 12      | Biciclette                     | Bicycles                        |
| 13          | 13      | Segreti                        | Secrets                         |
| 14          | 14      | Far volare l'aquilone          | Flying a Kite                   |
| 15          | 15      | Picnic                         | Picnic                          |
| 16          | 16      | Strumenti musicali             | Musical Instruments             |
| 17          | 17      | Rane e vermi e farfalle        | Frogs and Worms and Butterflies |
| 18          | 18      | Travestimenti                  | Dressing Up                     |
| 19          | 19      | Scarpe nuove                   | New Shoes                       |
| 20          | 20      | La festa della scuola          | The School Fete                 |
| 21          | 21      | Il compleanno della mamma      | Mummy Pig's Birthday            |
| 22          | 22      | La fatina dei dentini          | The Tooth Fairy                 |
| 23          | 23      | La macchina nuova              | The New Car                     |
| 24          | 24      | Caccia al tesoro               | Treasure Hunt                   |
| 25          | 25      | Non tanto bene                 | Not Very Well                   |
| 26          | 26      | Neve                           | Snow                            |
| 27          | 27      | Il castello ventoso            | Windy Castle                    |
| 28          | 28      | La cugina Chloé                | My Cousin Chloé                 |
| 29          | 29      | Frittelle                      | Pancakes                        |
| 30          | 30      | I babysitter                   | Babysitting                     |
| 31          | 31      | Lezione di danza               | Ballet Lesson                   |
| 32          | 32      | Il Temporale                   | Thunderstorm                    |
| 33          | 33      | Lavare la macchina             | Cleaning the Car                |
| 34          | 34      | Pranzo                         | Lunch                           |
| 35          | 35      | Campeggio                      | Camping                         |
| 36          | 36      | La principessa assonnata       | The Sleepy Princess             |
| 37          | 37      | La casa sull'albero            | The Tree House                  |
| 38          | 38      | Festa in maschera              | Fancy Dress Party               |
| 39          | 39      | Il Museo                       | The Museum                      |
| 40          | 40      | Una giornata molto calda       | Very Hot Day                    |
| 41          | 41      | Il teatrino di Chloé           | Chloé's Puppet Show             |
| 42          | 42      | Papà fa ginnastica             | Daddy Gets Fit                  |
| 43          | 43      | Mettiamo in ordine             | Tidying Up                      |
| 44          | 44      | Il parco giochi                | The Playground                  |
| 45          | 45      | Papà appende una foto          | Daddy Puts up a Picture         |
| 46          | 46      | Il mare                        | At the Beach                    |
| 47          | 47      | Mr Zampe-Fini                  | Mister Skinnylegs               |
| 48          | 48      | La Barca di Nonno Pig          | Grandpa Pig's Boat              |
| 49          | 49      | La Spesa                       | Shopping                        |
| 50          | 50      | La mia festa di compleanno     | My Birthday Party               |
| 51          | 51      | La telecamera di Papà          | Daddy's Movie Camera            |
| 52          | 52      | La recita scolastica           | School Play                     |

## Seconda stagione (4 settembre 2006-25 dicembre 2007-53 episodi)
| N° Episodio | Episodi | Titolo italiano (primo doppiaggio)       | Titolo italiano (ridoppiaggio) | Titolo (originale)               |
| ----------- | ------- | ---------------------------------------- | ------------------------------ | -------------------------------- |
| 1           | 53      | Bolle di sapone                          | Bolle di sapone                | Bubbles                          |
| 2           | 54      | Emily Elefante                           | Emily Elefante                 | Emily Elephant                   |
| 3           | 55      | Le vacanze di Polly                      | Le vacanze di Polly            | Polly's Holiday                  |
| 4           | 56      | Teddy va in gita                         | La gita di Teddy               | Teddy's Day Out                  |
| 5           | 57      | Misteri                                  | Misteri                        | Mysteries                        |
| 6           | 58      | L'amico di George                        | L'amico di George              | George's Friend                  |
| 7           | 59      | Lo Spaventapasseri                       | Il signor Spaventapasseri      | Mr. Scarecrow                    |
| 8           | 60      | Una giornata ventosa                     | Una ventosa giornata d'autunno | Windy Autumn Day                 |
| 9           | 61      | La capsula del tempo                     | La capsula del tempo           | The Time Capsule                 |
| 10          | 62      | Le pozze fra le rocce                    | Piscine tra gli scogli         | Rock Pools                       |
| 11          | 63      | Il riciclaggio dei rifiuti               | Riciclando                     | Recycling                        |
| 12          | 64      | Barchette di carta                       | Lo stagno delle barchette      | The Boat Pond                    |
| 13          | 65      | Ingorgo stradale                         | Ingorgo di traffico            | Traffic Jam                      |
| 14          | 66      | L'ora di andare a letto                  | L'ora della nanna              | Bedtime                          |
| 15          | 67      | La giornata degli sport                  | La giornata dello sport        | Sports Day                       |
| 16          | 68      | L'esame della vista                      |                                | The Eye Test                     |
| 17          | 69      | Il distributore di benzina di Nonno Cane | La stazione di servizio        | Granddad Dog's Garage            |
| 18          | 70      | Un giorno di nebbia                      | Giorno di nebbia               | Foggy Day                        |
| 19          | 71      | La grande svendita                       | Vendita di beneficenza         | Jumble Sale                      |
| 20          | 72      | La piscina                               | In piscina                     | Swimming                         |
| 21          | 73      | L'orto di nonno e nonna Pig              | Animaletti                     | Tiny Creatures                   |
| 22          | 74      | L'ufficio di Papà Pig                    |                                | Daddy Pig's Office               |
| 23          | 75      | L'isola dei pirati                       |                                | Pirate Island                    |
| 24          | 76      | George prende il raffreddore             | George e il raffreddore        | George Catches a Cold            |
| 25          | 77      | Il giro in mongolfiera                   |                                | The Balloon Ride                 |
| 26          | 78      | Il compleanno di George                  |                                | George's Birthday                |
| 27          | 79      | L'erba alta                              |                                | The Long Grass                   |
| 28          | 80      | Zoe Zebra La figlia del postino          | Zoe aiuta papà Postino         | Zoe Zebra the Postman's Daughter |
| 29          | 81      | Il dipinto                               | Dipingere                      | Painting                         |
| 30          | 82      | L'orologio a cucù                        |                                | Cuckoo Clock                     |
| 31          | 83      | Il nuovo cuginetto                       | Bebè Pig                       | The Baby Piggy                   |
| 32          | 84      | Il trenino del nonno                     | Il trenino del nonno           | Grandpa's Little Train           |
| 33          | 85      | Il giro in bici                          | Un giro in bicicletta          | The Cycle Ride                   |
| 34          | 86      | Pattinaggio sul ghiaccio                 | Pattinare sul ghiaccio         | Ice Skating                      |
| 35          | 87      | Dal dentista                             | Dal dentista                   | The Dentist                      |
| 36          | 88      | I rifugi                                 | Tane                           | Dens                             |
| 37          | 89      | L'amico immaginario                      | L'amico immaginario            | Pretend Friend                   |
| 38          | 90      | La gita in montagna                      | Gita scolastica                | School Bus Trip                  |
| 39          | 91      | Rebecca Coniglio                         | Rebecca Coniglio               | Rebecca Rabbit                   |
| 40          | 92      | La gita nel bosco                        | Picnic nel bosco               | Nature Trail                     |
| 41          | 93      | L'amica di penna                         | Amico di penna                 | Pen Pal                          |
| 42          | 94      | La soffitta dei Nonni                    | La soffitta di Nonno e Nonna   | Granny and Grandpa's Attic       |
| 43          | 95      | Il litigio                               | Il litigio                     | The Quarrel                      |
| 44          | 96      | L'armadio dei giocattoli                 | L'armadio dei giocattoli       | The Toy Cupboard                 |
| 45          | 97      | Il campeggio                             | Campo scuola                   | School Camp                      |
| 46          | 98      | Il capitano Papà Pig                     | Capitan Papà Pig               | Captain Daddy Pig                |
| 47          | 99      | Il black out                             | Il black out                   | The Powercut                     |
| 48          | 100     | Giocare a palla                          | Giochi con la palla            | Bouncy Ball                      |
| 49          | 101     | Le stelle                                | Stelle                         | Stars                            |
| 50          | 102     | Il compleanno di Papà Pig                | Il compleanno di Papà Pig      | Daddy Pig's Birthday             |
| 51          | 103     | Il pigiama party                         | Pigiama party                  | Sleepover                        |
| 52          | 104     | Una fredda giornata d'inverno            | Una fredda giornata d'inverno  | Cold Winter Day                  |
| 53          | 105     | Il natale di Peppa e George              | Natale!                        | Peppa's Christmas                |

## Terza stagione (4 maggio 2009-18 novembre 2009-26 episodi)
| N° Episodio | Episodi | Titolo                              | Titolo (originale)           |
| ----------- | ------- | ----------------------------------- | ---------------------------- |
| 1           | 106     | Tutti al Lavoro!                    | Work & Play                  |
| 2           | 107     | L'arcobaleno                        | The Rainbow                  |
| 3           | 108     | La tosse                            | Pedro's Cough                |
| 4           | 109     | La biblioteca                       | The Library                  |
| 5           | 110     | Il camper                           | The Camper Van               |
| 6           | 111     | Vacanza in campeggio                | Camping Holiday              |
| 7           | 112     | Il concime                          | Compost                      |
| 8           | 113     | Richard e Suzy amici del cuore      | Richard Rabbit Comes to Play |
| 9           | 114     | Corsa di beneficenza                | Fun Run                      |
| 10          | 115     | Il bucato                           | Washing                      |
| 11          | 116     | Gita in barca                       | Polly's Boat Trip            |
| 12          | 117     | L'ospite francese                   | Delphine Donkey              |
| 13          | 118     | Il camion dei pompieri              | The Fire Engine              |
| 14          | 119     | La principessa Peppa                | Princess Peppa               |
| 15          | 120     | Teddy Cuoredoro                     | Teddy Playgroup              |
| 16          | 121     | La festa dei pirati                 | Danny's Pirate Party         |
| 17          | 122     | Il signor patato al centro sportivo | Mr. Potato Comes To Town     |
| 18          | 123     | Una gita in treno!                  | The Train Ride               |
| 19          | 124     | Il pollaio di Nonna Pig             | Granny Pig's Chickens        |
| 20          | 125     | Il Giorno del talento               | Talent Day                   |
| 21          | 126     | Viaggio sulla luna                  | A Trip To the Moon           |
| 22          | 127     | La regola del parco giochi          | Grandpa At the Playground    |
| 23          | 128     | La piccola Goldie                   | Goldie the Fish              |
| 24          | 129     | Lunapark                            | Funfair                      |
| 25          | 130     | I numeri                            | Numbers                      |
| 26          | 131     | Lavori in corso                     | Digging up the Road          |

## Quarta stagione (24 settembre 2010-17 dicembre 2010-26 episodi)
| N° Episodio | Episodi | Titolo                              | Titolo (originale)                    |
| ----------- | ------- | ----------------------------------- | ------------------------------------- |
| 1           | 132     | Freddy Volpe                        | Freddy Fox                            |
| 2           | 133     | Fischiettando                       | Whistling                             |
| 3           | 134     | La tartaruga temeraria              | Doctor Hamster's Tortoise             |
| 4           | 135     | Una nevosa giornata al mare         | Sun, Sea and Snow                     |
| 5           | 136     | Il Computer di Nonno Pig            | Grandpa Pig's Computer                |
| 6           | 137     | L'ospedale                          | Hospital                              |
| 7           | 138     | Primavera                           | Spring                                |
| 8           | 139     | L'elicottero di soccorso            | Miss Rabbit's Helicopter              |
| 9           | 140     | Il piccolo Alex                     | Baby Alexander                        |
| 10          | 141     | Il faro                             | Grampy Rabbit's Lighthouse            |
| 11          | 142     | Lavori difficili                    | Miss Rabbit's Day Off                 |
| 12          | 143     | Il club segreto                     | The Secret Club                       |
| 13          | 144     | Il cantiere navale                  | Grampy Rabbit's Boatyard              |
| 14          | 145     | Ritmo                               | Shake, Rattle and Bang                |
| 15          | 146     | Il Campione del mondo               | Champion Daddy Pig                    |
| 16          | 147     | La chiacchierona                    | Chatterbox                            |
| 17          | 148     | Il super furgoncino                 | Mr Fox's Van                          |
| 18          | 149     | Giochi da grandi                    | Chloé's Big Friends                   |
| 19          | 150     | Lezione di ginnastica               | Gym Class                             |
| 20          | 151     | Il rovo di more                     | The Blackberry Bush                   |
| 21          | 152     | Il servizio da tè                   | Pottery                               |
| 22          | 153     | Aeroplanini di carta                | Paper Aeroplanes                      |
| 23          | 154     | Il compleanno                       | Edmond Elephant's Birthday            |
| 24          | 155     | La pozzanghera più grande del mondo | The Biggest Muddy Puddle In The World |
| 25          | 156     | La capanna di Babbo Natale          | Santa's Grotto                        |
| 26          | 157     | Arriva Babbo Natale                 | Santa's Visit                         |

## Quinta stagione (23 maggio-23 dicembre 2011-26 episodi)
| N° Episodio | Episodi | Titolo                      | Titolo (originale)                |
| ----------- | ------- | --------------------------- | --------------------------------- |
| 1           | 158     | Patata City                 | Potato City                       |
| 2           | 159     | Una nuova casa              | The New House                     |
| 3           | 160     | Pallacanestro               | Basketball                        |
| 4           | 161     | Cavallino piè veloce        | Horsey Twinkle Toes               |
| 5           | 162     | Il tartarughino pestifero   | Naughty Tortoise                  |
| 6           | 163     | La bottega del Signor Volpe | Mr. Fox's Shop                    |
| 7           | 164     | Ombre                       | Shadows                           |
| 8           | 165     | La Giornata della pace      | International Day                 |
| 9           | 166     | Giochi da pioggia           | The Rainy Day Game                |
| 10          | 167     | Il pancione                 | Miss Rabbit's Bump                |
| 11          | 168     | Pedro il cowboy             | Pedro the Cowboy                  |
| 12          | 169     | Il giardino fiorito         | Peppa and George's Garden         |
| 13          | 170     | La veterinaria volante      | The Flying Vet                    |
| 14          | 171     | Kilie Canguro               | Kylie Kangaroo                    |
| 15          | 172     | Il ritorno di Capitan Cane  | Captain Daddy Dog                 |
| 16          | 173     | Il parco dei dinosauri      | Grampy Rabbit's Dinosaur Park     |
| 17          | 174     | Le favole della buonanotte  | Bedtime Story                     |
| 18          | 175     | Recupero chiavi             | Lost Keys                         |
| 19          | 176     | Il dinosauro nuovo          | George's New Dinosaur             |
| 20          | 177     | Il treno di Nonno Pig       | Grandpa Pig's Train to the Rescue |
| 21          | 178     | Gara di animali             | The Pet Competition               |
| 22          | 179     | La ragnatela                | Spider Web                        |
| 23          | 180     | Chiasso notturno            | The Noisy Night                   |
| 24          | 181     | Il pozzo dei desideri       | The Wishing Well                  |
| 25          | 182     | Lo spettacolo di Natale     | Mr. Potato's Chrismas Show        |
| 26          | 183     | Festa d'addio               | Madame Gazelle's Leaving Party    |

## Sesta stagione (4 giugno 2012-6 marzo 2016-29 episodi)
| N° Episodio | Episodi | Titolo                         | Titolo (originale)          |
| ----------- | ------- | ------------------------------ | --------------------------- |
| 1           | 184     | La regina                      | The Queen                   |
| 2           | 185     | L'isola deserta                | Desert Island               |
| 3           | 186     | Profumo                        | Perfume                     |
| 4           | 187     | Festa di beneficenza           | The Children's Fete         |
| 5           | 188     | L'acquario                     | The Aquarium                |
| 6           | 189     | La gara automobilistica        | George's Racing Car         |
| 7           | 190     | La barchetta                   | The Little Boat             |
| 8           | 191     | Il recinto della sabbia        | The Sandpit                 |
| 9           | 192     | Buonanotte animaletti          | Night Animals               |
| 10          | 193     | Vacanze al sole                | Flying On Holiday           |
| 11          | 194     | La casa delle vacanze          | The Holiday House           |
| 12          | 195     | Viva la pizza!                 | Holiday In the Sun          |
| 13          | 196     | Fine delle vacanze             | End Of the Holiday          |
| 14          | 197     | Gli specchi                    | Mirrors                     |
| 15          | 198     | Pedro fa tardi                 | Pedro is Late               |
| 16          | 199     | Giochi all'aperto              | Garden Games                |
| 17          | 200     | Gita in barca                  | Going Boating               |
| 18          | 201     | La teiera del sig. Toro        | Mr. Bull in a China Shop    |
| 19          | 202     | Viva la frutta                 | Fruit                       |
| 20          | 203     | Il palloncino di George        | George's Balloon            |
| 21          | 204     | Il circo di Peppa              | Peppa's Circus              |
| 22          | 205     | La fontana dei pesci           | Fish Pond                   |
| 23          | 206     | Campioni di sci                | Snowy Mountain              |
| 24          | 207     | Nonno Coniglio nello spazio    | Grampy Rabbit in Space      |
| 25          | 208     | I bei vecchi tempi             | The Olden Days              |
| 26          | 209     | Il tesoro dei pirati           | Pirate Treasure             |
| 27          | 210     | Gli stivali d'oro              | The Golden Boots            |
| 28          | 211     | La festa della zucca           | Pumpkin Party               |
| 29          | 212     | Peppa Pig In giro per il mondo | Around the World with Peppa |

## Settima stagione (24 ottobre 2016-21 settembre 2018-52 episodi)
| N° Episodio | Episodi | Titolo                         | Titolo (originale)         |
| ----------- | ------- | ------------------------------ | -------------------------- |
| 1           | 213     | Giochiamo a far finta          | Playing Prétend            |
| 2           | 214     | Il castello                    | The Castle                 |
| 3           | 215     | Il taxi della Signora Coniglio | Miss Rabbit's Taxi         |
| 4           | 216     | I monopattini!                 | Scooters                   |
| 5           | 217     | La gara di zucche              | Pumpkin Competition        |
| 6           | 218     | Gerald Giraffa                 | Gerald Giraffe             |
| 7           | 219     | Lancio col paracadute          | Parachute Jump             |
| 8           | 220     | Il coniglio pasquale           | Easter Bunny               |
| 9           | 221     | Esperimenti di scienza         | Simple Science             |
| 10          | 222     | Il progetto scolastico         | School Project             |
| 11          | 223     | Il libro di Mamma Pig          | Mummy Pig's Book           |
| 12          | 224     | La serra di Nonno Pig          | Grandpa Pig's Greenhouse   |
| 13          | 225     | Molly Talpa                    | Molly Mole                 |
| 14          | 226     | Evviva la musica!              | Move to Music              |
| 15          | 227     | A Londra!                      | London                     |
| 16          | 228     | La polizia                     | The Police                 |
| 17          | 229     | Visita allo zoo                | The Zoo                    |
| 18          | 230     | Gita sul canale                | Canal Boat                 |
| 19          | 231     | Il cuore rosso dell'Australia  | The Outback                |
| 20          | 232     | Campioni di surf               | Surfing                    |
| 21          | 233     | La grande barriera corallina   | The Great Barrier Reef     |
| 22          | 234     | Il boomerang                   | Boomerang                  |
| 23          | 235     | Filastrocche                   | Nursery Rhymes             |
| 24          | 236     | Maschere                       | Masks                      |
| 25          | 237     | Nel mondo delle scavatrici     | Digger World               |
| 26          | 238     | L'ospedale delle bambole       | The Doll Hospital          |
| 27          | 239     | Il compleanno di Wendy Lupo    | Wendy Wolf's Birthday      |
| 28          | 240     | Il berretto di lana            | George's Woolly Hat        |
| 29          | 241     | In barca a vela                | Sailing Boat               |
| 30          | 242     | L'area giochi                  | Soft Play                  |
| 31          | 243     | Il mercato                     | The Market                 |
| 32          | 244     | Babbo Natale                   | Father Christmas           |
| 33          | 245     | Tappa a Parigi                 | Peppa Goes to Paris        |
| 34          | 246     | Lo stagno di Nonno Pig         | Grandpa Pig's Pond         |
| 35          | 247     | C'era una volta                | Once Upon a Time           |
| 36          | 248     | La stazione di polizia         | Police Station             |
| 37          | 249     | Che cosa farò da grande?       | When I Grow Up             |
| 38          | 250     | L'ambulanza                    | The Ambulance              |
| 39          | 251     | I dottori                      | Doctors                    |
| 40          | 252     | Super Patato                   | Super Potato               |
| 41          | 253     | L'hovercraft di Nonno Coniglio | Grampy Rabbit's Hovercraft |
| 42          | 254     | La stellina scolastica         | Playgroup Star             |
| 43          | 255     | La sfilata di carnevale        | The Carnival               |
| 44          | 256     | La nuova strada                | Mr. Bull's New Road        |
| 45          | 257     | Visita alle grotte             | Caves                      |
| 46          | 258     | Gli aeroplanini di Nonno Pig   | Grandpa's Toy Plane        |
| 47          | 259     | Il vestito nuovo               | George's New Clothes       |
| 48          | 260     | La casa di Madame Gazzella     | Madame Gazelle's House     |
| 49          | 261     | Viaggio in treno               | Long Train Journey         |
| 50          | 262     | L'addio a Susy                 | Suzy Goes Away             |
| 51          | 263     | Mondo in miniatura             | Tiny Land                  |
| 52          | 264     | I francobolli                  | Stamps                     |

## Ottava stagione (5 febbraio 2019-7 ottobre 2020-52 episodi)
| N° Episodio | Episodi | Titolo                              | Titolo (originale)                    |
| ----------- | ------- | ----------------------------------- | ------------------------------------- |
| 1           | 265     | Le gemelle Panda                    | The Panda Twins                       |
| 2           | 266     | Il Capodanno cinese                 | Chinese New Year                      |
| 3           | 267     | Mandy topolina                      | Mandy Mouse                           |
| 4           | 268     | Il flauto                           | Recorders                             |
| 5           | 269     | Lezione di rilassamento             | Miss Rabbit's Relaxation Class        |
| 6           | 270     | La contravvenzione                  | Parking Ticket                        |
| 7           | 271     | Pozzanghere                         | Lots of Muddy Puddles                 |
| 8           | 272     | La festa del papà                   | Fathers Day                           |
| 9           | 273     | Musica buffa                        | Funny Music                           |
| 10          | 274     | Giornata tra i fiori                | Buttercups, Daisies and Dandelions    |
| 11          | 275     | La pista per le biglie              | The Marble Run                        |
| 12          | 276     | Il metal detector                   | Grandpa Pig's Metal Detector          |
| 13          | 277     | La giornata del libro               | World Book Day                        |
| 14          | 278     | Il festival dei piccoli             | Children's Festival                   |
| 15          | 279     | Il festival del fango               | Muddy Festival                        |
| 16          | 280     | Fragole                             | Strawberries                          |
| 17          | 281     | Il compleanno di Nonno Pig          | Grandpa Pig's Birthday                |
| 18          | 282     | La fattoria didattica               | The Petting Farm                      |
| 19          | 283     | Pizza!                              | Pizza! Pizza! (Pizza! su Rai Play)    |
| 20          | 284     | TV Land                             | TV Land                               |
| 21          | 285     | Antichi romani                      | Roman Day                             |
| 22          | 286     | Osservare gli uccellini             | Bird Spotting                         |
| 23          | 287     | Il film di Super Patato             | Super Potato Movie                    |
| 24          | 288     | Giochiamo a baseball                | Bat and Ball                          |
| 25          | 289     | Il tesoro sepolto                   | Buried Treasure                       |
| 26          | 290     | Natale in ospedale                  | Christmas at The Hospital             |
| 27          | 291     | Il giorno di San Valentino          | Valentine's Day                       |
| 28          | 292     | Una giornata perfetta               | The Perfect Day                       |
| 29          | 293     | Colazione in classe                 | Breakfast Club                        |
| 30          | 294     | L'orto botanico                     | The Botanical Gardens                 |
| 31          | 295     | Il quiz del Signor Patato           | Mr. Potato's Fruit and Vegetable Quiz |
| 32          | 296     | I Vichinghi                         | Viking Day                            |
| 33          | 297     | Oggetti Musicali                    | Made Up Musical Instruments           |
| 34          | 298     | Nel futuro                          | In the Future                         |
| 35          | 299     | Un regalo per la Dottoressa Criceto | Doctor Hamster's Big Present          |
| 36          | 300     | Farfalle                            | Butterflies                           |
| 37          | 301     | Lo zaino di Nonno Coniglio          | Grampy Rabbit's Jet Pack              |
| 38          | 302     | Detective Patato                    | Detective Potato                      |
| 39          | 303     | L'auto elettrica                    | The Electric Car                      |
| 40          | 304     | L'età della pietra                  | Stone Age Granny                      |
| 41          | 305     | Avventura nello spazio              | Space Adventure!                      |
| 42          | 306     | Vigili del fuoco                    | Fire Station Practice                 |
| 43          | 307     | Il maestro Signor Toro              | Mr Bull the Teacher                   |
| 44          | 308     | Cerca l'oggetto                     | Looking For Things                    |
| 45          | 309     | Poesie                              | Poems                                 |
| 46          | 310     | Per favore e grazie                 | Please and thank you                  |
| 47          | 311     | Il gelato                           | Ice Cream                             |
| 48          | 312     | Il museo della scienza              | Science Museum                        |
| 49          | 313     | Il jukebox                          | Jukebox                               |
| 50          | 314     | Pale eoliche e girandole            | Windmills                             |
| 51          | 315     | Il compleanno di Mandy Topolina     | Mandy Mouse's Birthday                |
| 52          | 316     | Il castello di sabbia               | The sandcastle                        |

## Nona stagione (5 marzo 2021-23 febbraio 2023-65 episodi)
| N° Episodio | Episodi | Titolo                                    | Titolo (originale)              |
| ----------- | ------- | ----------------------------------------- | ------------------------------- |
| 1           | 317     | America                                   | America                         |
| 2           | 318     | La Tavola Calda                           | The Diner                       |
| 3           | 319     | La regione dei Canyon                     | Canyon Country                  |
| 4           | 320     | Hollywood                                 | Hollywood                       |
| 5           | 321     | La motocicletta                           | Motorbiking!                    |
| 6           | 322     | Tesori dal Mare                           | Sea Treasure                    |
| 7           | 323     | La scimmia con la tosse                   | Monkey Has a Cough              |
| 8           | 324     | L'auto della polizia                      | Police Car                      |
| 9           | 325     | Saltello, trotto, salto!                  | Hop, Skip, Jump!                |
| 10          | 326     | Al salvataggio della Signorina Coniglio!  | Rescuing Mrs. Rabbit!           |
| 11          | 327     | Il diario di Peppa                        | Peppa's Diary                   |
| 12          | 328     | Giocare a golf                            | Playing Golf                    |
| 13          | 329     | Il safari degli insetti                   | Creepling Crawly Safary         |
| 14          | 330     | L'hula hoop                               | Hoops                           |
| 15          | 331     | Al parco                                  | The Park                        |
| 16          | 332     | La barca di salvataggio                   | The Lifeboat                    |
| 17          | 333     | Riffa di beneficenza                      | Lucky Hamper                    |
| 18          | 334     | La gelatina                               | Jelly                           |
| 19          | 335     | Il vasino                                 | Potty Training                  |
| 20          | 336     | I tappeti elastici                        | Trampolines                     |
| 21          | 337     | La visita di controllo                    | Health Check                    |
| 22          | 338     | Tutti in skateboard                       | Skateboarding                   |
| 23          | 339     | Scalare le montagne                       | Mountain Climbing               |
| 24          | 340     | La barca della polizia                    | Police boat                     |
| 25          | 341     | Il trattore                               | The tractor                     |
| 26          | 342     | Natale con la famiglia Canguro            | Christmas with Kylie Kangaroo   |
| 27          | 343     | I Giochi invernali                        | Winter Games                    |
| 28          | 344     | La festa sottomarina                      | Undersea Party                  |
| 29          | 345     | La casetta dei giochi                     | The Clubhouse                   |
| 30          | 346     | Il club dei detective                     | Detective Club                  |
| 31          | 347     | Il gioco del negozio                      | Clubhouse Shop                  |
| 32          | 348     | Avventure nella casetta                   | Clubhouse Adventure             |
| 33          | 349     | Parlare le lingue                         | Talking                         |
| 34          | 350     | Il club del bosco                         | Woodland Club                   |
| 35          | 351     | La cameretta dei pirati                   | Danny's Pirate Bedroom          |
| 36          | 352     | La stazione meteorologica                 | Weather Station                 |
| 37          | 353     | Pattinare con la musica                   | Roller Disco                    |
| 38          | 354     | I porcellini d'India                      | Guinea Pigs                     |
| 39          | 355     | Il giardino di pietra                     | Grandpa's Rock Garden           |
| 40          | 356     | Il mercatino di beneficenza               | Charity Shop                    |
| 41          | 357     | Famiglie                                  | Families                        |
| 42          | 358     | Il gufo                                   | The Owl                         |
| 43          | 359     | L'albero di mele                          | The Apple Tree                  |
| 44          | 360     | La collina gigante                        | The Big Hill                    |
| 45          | 361     | La giornata hippy                         | The Hippies                     |
| 46          | 362     | L'hotel per insetti                       | Bug Hotel                       |
| 47          | 363     | Giochi con il paracadute                  | Parachute Games                 |
| 48          | 364     | Frisbee                                   | Flying Discs                    |
| 49          | 365     | Allenamento per piccoli                   | Kiddle Workout                  |
| 50          | 366     | La pista per macchinine                   | Little Cars                     |
| 51          | 367     | Il parco delle scimmie                    | Monkeys Trees                   |
| 52          | 368     | Il regalo di natale di Nonno Pig          | Grandpa Pig's Christmas Present |
| 53          | 369     | Gita in canoa                             | Canoe Trip                      |
| 54          | 370     | La vacanza                                | The Holiday                     |
| 55          | 371     | Il parco acquatico                        | The Water Park                  |
| 56          | 372     | La festa dei dinosauri                    | Dinosaur Party                  |
| 57          | 373     | La festa dei supereroi                    | Superhero Party                 |
| 58          | 374     | Una giornata con la dottoressa Criceto    | A Day with Doctor Hamster       |
| 59          | 375     | Il giardino della scuola                  | Playgroup Garden                |
| 60          | 376     | Al Bowling                                | Bowling                         |
| 61          | 377     | Lezioni di nuoto                          | Swimming Lesson                 |
| 62          | 378     | Vacanze in crociera con nonno e nonna pig | Cruise Ship Holiday             |
| 63          | 379     | Vacanza sul mare                          | Holiday on the Sea              |
| 64          | 380     | Gita all'isola tropicale                  | Tropical Day Trip               |
| 65          | 381     | Ritorno a casa                            | Sailing Home                    |

## Decima stagione (4 settembre 2023- 6 marzo 2025-52 episodi)
| N° Episodio | Episodi | Titolo                        | Titolo (originale)           |
| ----------- | ------- | ----------------------------- | ---------------------------- |
| 1           | 382     | Il robot di Nonno Pig         | Grandpa's Robot              |
| 2           | 383     | Giochi con la carta           | Paper Games                  |
| 3           | 384     | Le nuvole                     | Clouds                       |
| 4           | 385     | Il signor Toro draga il fiume | Mr. Bull Digs Up The River   |
| 5           | 386     | Il trasloco di Nonna Pecora   | Granny Sheep Moves In        |
| 6           | 387     | Scatole di cartone            | Cardboard Boxes              |
| 7           | 388     | Il takeaway della casetta     | Clubhouse Takeaway           |
| 8           | 389     | Walkie-talkie                 | Walkie-Talkies               |
| 9           | 390     | L'ufficio di Peppa            | Peppa's Office               |
| 10          | 391     | Il piccolo rondone            | Little Swift                 |
| 11          | 392     | La vita dei bebè              | What Babies Do               |
| 12          | 393     | Le lenti                      | Lenses                       |
| 13          | 394     | L'igloo                       | Igloo                        |
| 14          | 395     | Il signor Toro di sposa       | Mr. Bull is Getting Married! |
| 15          | 396     | Preparativi per il matrimonio | Getting Ready for a Wedding  |
| 16          | 397     | Il giorno del matrimonio      | Wedding Day                  |
| 17          | 398     | Il bus delle feste            | Party Bus                    |
| 18          | 399     | Serata cinema                 | Movie Night                  |
| 19          | 400     | La giornata dell'arte in casa | Art House Day                |
| 20          | 401     | Il bosco dei fiori selvatici  | Wildflower Day               |
| 21          | 402     | Giochi con la racchetta       | Racquet Games                |
| 22          | 403     | Giochi per giornate assolate  | Sunny Day Games              |
| 23          | 404     | Il trucco di magia            | Magic Trick                  |
| 24          | 405     | Il trampolo a molla           | Jumping Stick                |
| 25          | 406     | Avventure in roulotte         | Adventure Caravan            |
| 26          | 407     | Amici di roulotte             | Caravan Friends              |
| 27          | 408     | Festa di compleanno           | Chloe's Birthday Party       |
| 28          | 409     | Nonno aggiustatutto           | Broken Party Bus             |
| 29          | 410     | La casetta spaventosa         | Spooky Clubhouse             |
| 30          | 411     | Il condominio dei negozi      | Living Above the Shops       |
| 31          | 412     | Il giardino sul tetto         | Roof Garden                  |
| 32          | 413     | Il trasloco                   | Moving Day                   |
| 33          | 414     | Pigiama party                 | Everybody Sleepover          |
| 34          | 415     | Il pedibus                    | Walking Bus                  |
| 35          | 416     | E vissero felici e contenti   | Happily Ever After           |
| 36          | 417     | Lezione di canto              | Singing Lesson               |
| 37          | 418     | Il concorso di canto          | Singing Competition          |
| 38          | 419     | Il giorno del ringraziamento  | Thanksgiving                 |
| 39          | 420     | Biglietti di Natale           | Christmas Cards              |
| 40          | 421     | Larenzo Leone                 | Larenzo Lion                 |
| 41          | 422     | Dinosauri viventi             | Dinosaurs Alive!             |
| 42          | 423     | Essere neonati                | Being Babies                 |
| 43          | 424     | Il bar del signor Gatto       | Mr Cat's Café                |
| 44          | 425     | La capanna morbidosa          | Cushion Den                  |
| 45          | 426     | Restare alzati fino a tardi   | Staying Up Late              |
| 46          | 427     | La nuova TV                   | The New TV                   |
| 47          | 428     | Avventura al coperto          | Indoor Adventure             |
| 48          | 429     | Una giornata molto calda      | Hot Dry Day                  |
| 49          | 430     | La band di musica folk        | Folk Music Band              |
| 50          | 431     | Al telefono con Kylie         | Calling Kylie                |
| 51          | 432     | Le regole della casa          | House Rules                  |
| 52          | 433     | Il grande annuncio            | The Big Announcement         |

## Undicesima stagione (2025-9 episodi)
| N° Episodio | Episodi | Titolo                     | Titolo (originale) |
| ----------- | ------- | -------------------------- | ------------------ |
| 1           | 434     | Casa più grande            | Bigger House       |
| 2           | 435     | La grande costruzione      | The Big Build      |
| 3           | 436     | Decorare                   | Decorating         |
| 4           | 437     | Auto più grande            | Bigger Car         |
| 5           | 438     | Patchwork                  | Patchwork          |
| 6           | 439     | Scuola dei fratelli        | Sibling School     |
| 7           | 440     | Arrivo del bebé            | Baby's Arrival     |
| 8           | 441     | Nomi per i bebé            | Baby Names         |
| 9           | 442     | Tenendo in braccio il bebé | Holding Baby       |